# Misato Nakamura
Pour les articles homonymes, voir Nakamura.
Misato Nakamura (中村 美里, Nakamura Misato, née le 28 avril 1989 à Hachiōji) est une judokate japonaise évoluant dans la catégorie des moins de 52 kg (poids mi-légers), ce après avoir commencé sa carrière en moins de 48 kg (poids super-légers). Médaillée olympique en 2008 et 2016, elle devient championne du monde en 2009, 2011 et 2015 et finaliste des mondiaux de 2010. Elle remporte également quatre médailles continentales en Championnats d'Asie, dont trois titres.

## Biographie
Fin 2005, un mois après avoir remporté le titre de championne d'Asie des moins de 20 ans, elle se révèle en remportant le prestigieux tournoi féminin de Fukuoka en moins de 48 kg. Un mois plus tard, elle bat la championne du monde en titre de la catégorie, la Cubaine Yanet Bermoy, à l'occasion du Tournoi de Paris.
Son passage dans la catégorie supérieure des 52 kg — celle des poids mi-légers — se traduit rapidement par de bonnes performances. Elle remporte ainsi la Coupe Kodokan dès sa première apparition dans la catégorie en novembre 2007. Elle enchaîne immédiatement après par un succès dans la Coupe Jigoro Kano et empoche un podium au Tournoi de Paris. Son succès aux Championnats du Japon la qualifie définitivement pour les Jeux olympiques d'été de 2008 organisés à Pékin. Défaite en demi-finale, elle dispute et remporte le combat pour la médaille de bronze. Elle est alors médaillée olympique à 19 ans. Elle confirme son adaptation rapide dans la catégorie l'année suivante en s'illustrant lors des principaux tournois : deuxième place en fin d'année 2008 à Tokyo au Grand Slam Tokyo, nouveau nom de la Coupe Jigoro Kano, troisième du Grand Chelem de Paris, vainqueur du Grand Prix de Hambourg et du Grand Chelem de Moscou. Aux Championnats du monde tenus en août 2009 à Rotterdam, elle réalise un parcours parfait et enlève la médaille d'or en finale contre la Cubaine Yanet Bermoy, autre transfuge des moins de 48 kg.
L'année suivante, elle remporte le Masters mondial de Suwon en battant sa compatriote Nae Udaka, puis le tournoi de Paris, face à l'Espagnole Ana Carrascosa, et le Grand Slam Rio de Janeiro face à la Luxembourgeoise Marie Muller. Elle remporte la médaille d'argent lors des mondiaux de Tokyo, battue par la Japonaise Yuka Nishida. Elle dispute ensuite les Jeux asiatiques, elle bat en demi-finale la Coréenne du Nord An Kum-ae puis s'impose en finale face à la Mongole Bundmaa Munkhbaatar. 
En début d'année 2011, elle remporte le Masters mondial de Bakou, devant Yuka Nishida, puis termine cinquième du tournoi de Paris où elle est battue par Priscilla Gneto lors du match pour la médaille de bronze. En avril, elle remporte le All Japan Judo Championships, le championnat du Japon. Lors des mondiaux de Paris, elle l'emporte en finale face à Yuka Nishida qui l'avait battu en finale lors de l'édition précédente. En fin d'année, elle termine cinquième du tournoi de Tokyo.
En début d'année 2012, elle remporte la médaille d'argent du Masters mondial disputé à Almaty, battue par Yuka Nishida. De nouveau championne du Japon en avril, elle obtient sa sélection pour les  Jeux olympiques de Londres. Elle est éliminée au deuxième tour du tournoi par An Kum-ae.
Lors des championnats du Japon 2014, c'est Yuka Nishida qui l'emporte en finale devant Misato Nakamura, Yuki Hashimoto remportant une médaille de bronze. C'est finalement cette dernière, vainqueure de tournois importants depuis l'année précédente, qui obtient la sélection pour les mondiaux de Chelyabinsk. En juillet, elle remporte le tournoi Grand Chelem disputé en Russie, Tyumen prenant la succession de Moscou. Elle bat en finale Yulia Ryzhova. En septembre, elle remporte les Jeux asiatiques disputés à Incheon en battant Gulbadam Babamuratova. Elle termine troisième du tournoi deTokyo en décembre.
Elle enchaîne ensuite par une deuxième place à Düsseldorf, puis remporte les championnats du Japon. Cette victoire lui assure sa place pour les mondiaux d'Astana. Lors de ces derniers, elle bat la Roumaine Andreea Chițu,. En fin d'année, elle remporte le Grand Chelem de Tokyo face à Ai Shishime.
Elle remporte une nouvelle fois le All Japan Judo Championships de Fukuoka, s'imposant face à Ai Shishime, confirmant sa sélection pour la prochaine échéance olympique. Le mois suivant, elle remporte le Masters mondial disputé à Guadalajara en battant en finale Natalia Kuziutina. Lors du tournoi des Jeux olympiques de Rio de Janeiro, elle perd en demi-finale face à la Kosovare Majlinda Kelmendi, puis s'impose face à la Brésilienne Erika Miranda lors du combat pour la médaille de bronze.

## Palmarès

### Compétitions internationales
| Année | Compétition                             | Lieu           | Résultat | Catégorie      |
| ----- | --------------------------------------- | -------------- | -------- | -------------- |
| 2005  | Championnats d'Asie des moins de 20 ans | Taipei         | 1re      | Moins de 48 kg |
| 2006  | Jeux asiatiques                         | Doha           | 3e       | Moins de 48 kg |
| 2008  | Jeux olympiques                         | Pékin          | 3e       | Moins de 52 kg |
| 2009  | Championnats du monde                   | Rotterdam      | 1re      | Moins de 52 kg |
| 2010  | Championnats du monde                   | Tokyo          | 2e       | Moins de 52 kg |
| 2010  | Jeux asiatiques                         | Guangzhou      | 1re      | Moins de 52 kg |
| 2011  | Championnats du monde                   | Paris          | 1re      | Moins de 52 kg |
| 2014  | Jeux asiatiques                         | Incheon        | 1re      | Moins de 52 kg |
| 2015  | Championnats du monde                   | Astana         | 1re      | Moins de 52 kg |
| 2016  | Jeux olympiques                         | Rio de Janeiro | 3e       | Moins de 52 kg |

Dans les compétitions par équipes :
| Année | Compétition                     | Lieu    | Résultat |
| ----- | ------------------------------- | ------- | -------- |
| 2006  | Championnat du monde par équipe | Paris   | 3e       |
| 2008  | Championnat du monde par équipe | Tokyo   | 1re      |
| 2014  | Jeux asiatiques                 | Incheon | 1re      |

### Tournois Grand Chelem et Grand Prix
| Année | Compétition                      | Lieu           | Résultat | Catégorie      |
| ----- | -------------------------------- | -------------- | -------- | -------------- |
| 2006  | Super World Cup Tournoi de Paris | Paris          | 3e       | Moins de 48 kg |
| 2007  | Super World Cup Tournoi de Paris | Paris          | 3e       | Moins de 48 kg |
| 2007  | Coupe Jigoro Kano Cup            | Tokyo          | 2e       | Moins de 52 kg |
| 2008  | Super World Cup Tournoi de Paris | Paris          | 3e       | Moins de 52 kg |
| 2008  | Grand Slam Tokyo                 | Tokyo          | 2e       | Moins de 52 kg |
| 2009  | Grand Slam de Paris              | Paris          | 3e       | Moins de 52 kg |
| 2009  | Grand Prix Hambourg              | Hambourg       | 1re      | Moins de 52 kg |
| 2009  | Grand Slam Moscou                | Moscou         | 1re      | Moins de 52 kg |
| 2009  | Grand Slam Tokyo                 | Tokyo          | 1re      | Moins de 52 kg |
| 2010  | Masters mondial                  | Suwon          | 1re      | Moins de 52 kg |
| 2010  | Grand Slam Paris                 | Paris          | 1re      | Moins de 52 kg |
| 2010  | Grand Slam Rio de Janeiro        | Rio de Janeiro | 1re      | Moins de 52 kg |
| 2011  | Masters mondial                  | Bakou          | 1re      | Moins de 52 kg |
| 2012  | Masters mondial                  | Almaty         | 2e       | Moins de 52 kg |
| 2014  | Grand Slam Tioumen               | Tioumen        | 1re      | Moins de 52 kg |
| 2014  | Grand Slam Tokyo                 | Tokyo          | 3e       | Moins de 52 kg |
| 2015  | Grand Prix Düsseldorf            | Düsseldorf     | 2e       | Moins de 52 kg |
| 2015  | Grand Slam Tokyo                 | Tokyo          | 1re      | Moins de 52 kg |
| 2016  | Masters mondial                  | Guadalajara    | 1re      | Moins de 52 kg |